# 우정사업조달센터
우정사업조달센터(郵政事業調達센터, Korea Post Procurement and Construction Center)는 우정사업본부의 소속기관이다. 2016년 5월 10일 발족하였으며, 경상북도 김천시 혁신로 274(율곡동 269)에 위치한다. 센터장은 부이사관·서기관 또는 기술서기관으로 보한다.
조달센터 남쪽에 서울행 고속버스 승하차장이 있다.

## 직무
- 우정용 물자의 조달·저장 및 보급
- 우정용 건축물의 건설 및 유지·보수
- 우편작업 기계화 시설의 건설 및 유지·보수

## 연혁
- 1983년 12월 30일: 체신부 소속으로 조달사무소 설치.[2]
- 1986년 5월 31일: 체신부조달사무소로 개편.[3]
- 1994년 12월 23일: 정보통신부 소속 정보통신부조달사무소로 개편.[4]
- 2000년 3월 29일: ISO 9001 인증 획득.
- 2000년 7월 1일: 우정사업본부 소속으로 변경.[5]
- 2008년 2월 29일: 우정사업조달사무소로 개편.[6]
- 2013년 4월 29일: 경북김천혁신도시로 청사 이전.
- 2016년 5월 10일: 우정사업조달센터로 개편.[7]

## 조직

### 센터장
- 조달계획과[8]
- 계약과[8]
- 조달운영과[8]
- 자산개발과[8]
- 설계과[8]
- 건축과[8]
- 설비과[8]
- 물류자동화과[8]

## 같이 부기
- 대한민국 과학기술정보통신부
- 우정사업본부